# Léta vára

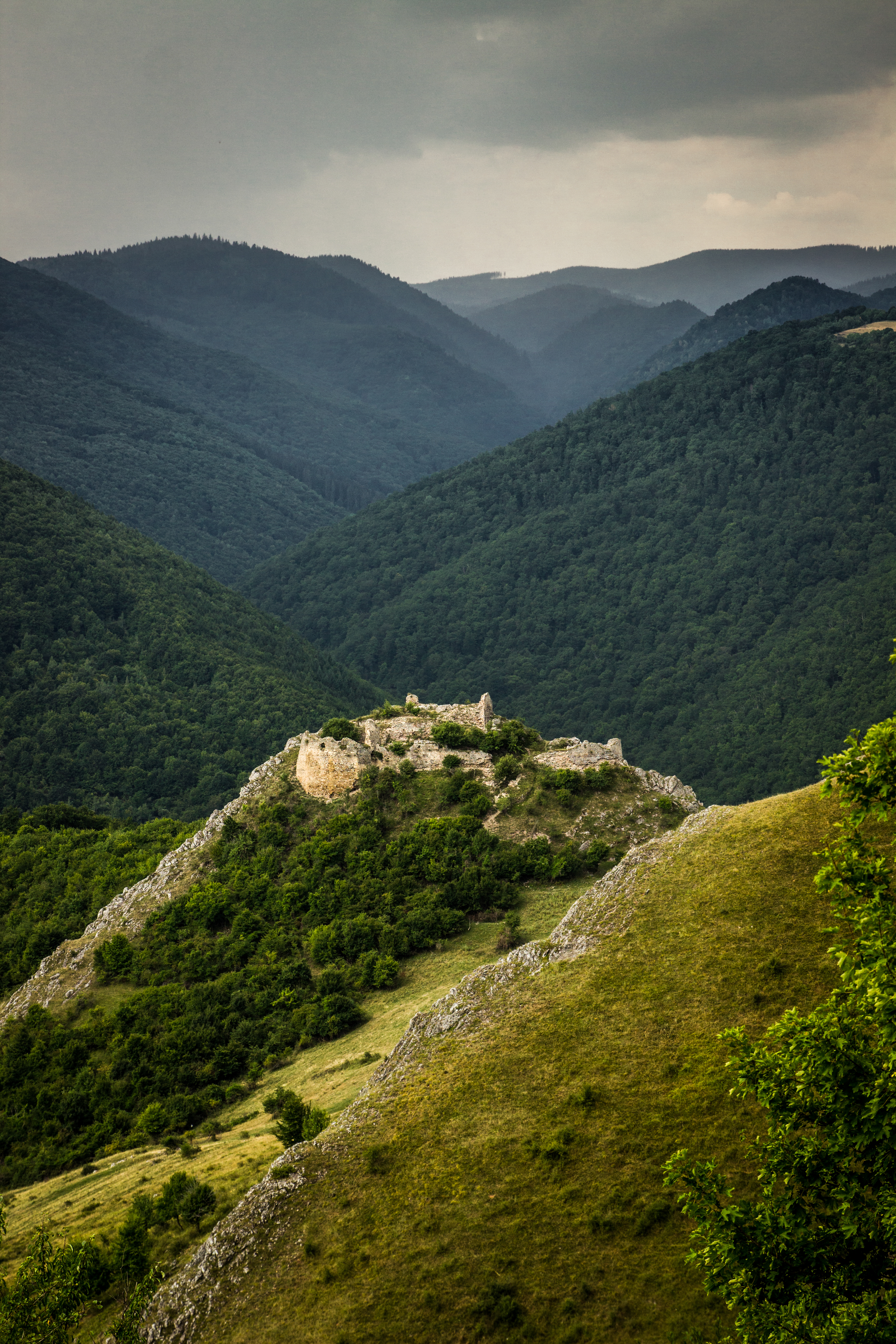
Léta vára

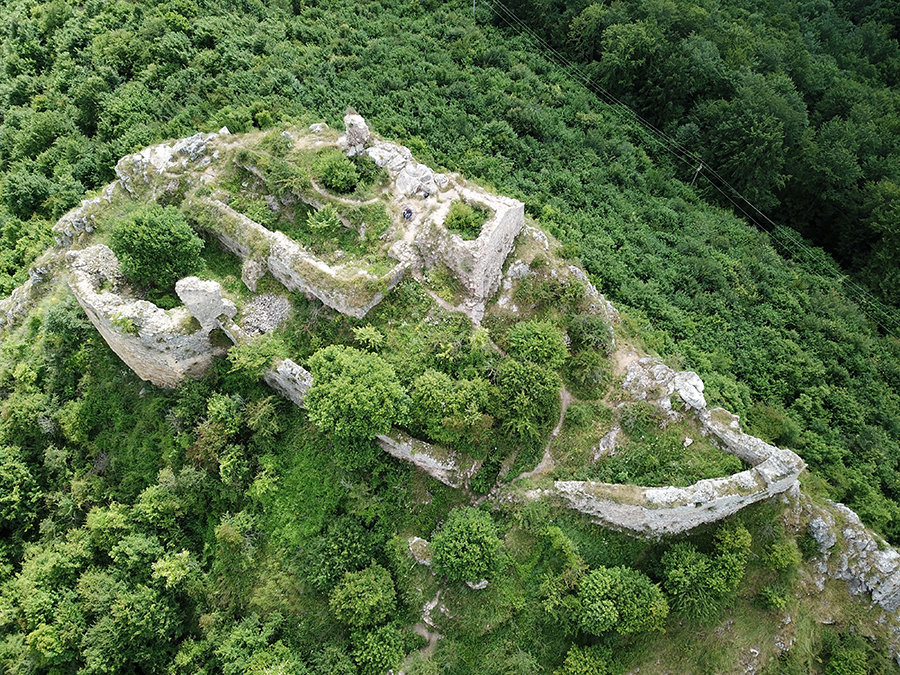
Magyarléta, Léta vára légi felvétel

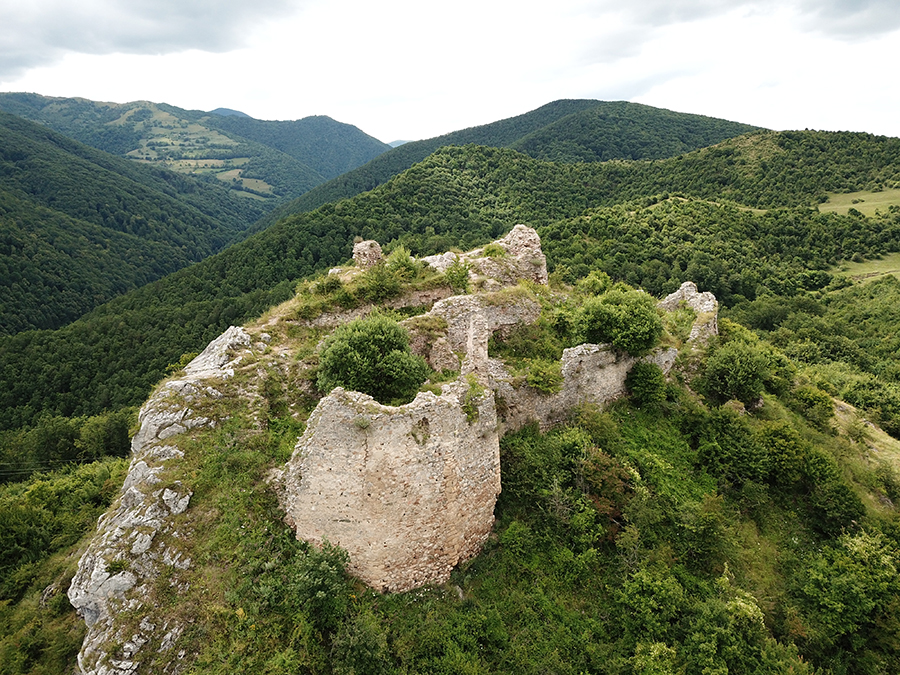
Magyarléta, Léta vára légi fotón

Léta vára (a Géczi-vár) Kalotaszeg legdélebbi vára, Magyarléta falu határában, a romániai Kolozs megyében található. A romániai műemlékek jegyzékében Havasasszonyfalvánál van feltüntetve a CJ-I-m-A-07090.01 sorszámon.

## Története
A „Castrum Léta” királyi vár volt kezdettől fogva, és az erdélyi vajda tisztsége alatt állott, aki saját embereivel innen intézte a megye területének ügyeit. A vár építésének ideje nem ismeretes, de 1324-ben már említik.
Luxemburgi Zsigmond király 1405-ben Kolozsvár városának adományozta, de időközben ismét vajdai kézre került, majd 1419-ben a várhoz tartozó falvakat a király felosztotta kusalyi Jakcs János, Vána udvarbírája és László belényesi román vajda között.  
1441 elején I. Ulászló  király Herepei Márk alvajdának adományozta a várbirtokot, melyet ekkor a király akarata ellenére Losonczi Dezső volt erdélyi vajda uralt. Herepei Márk (végrendelete alapján) 1450 novemberében elhunyt, és Hunyadi János kormányzó már 1450 decemberében  kusalyi Jakcs Mihály erdélyi vajdának, unokatestvére, Jakcs László fiának, Péternek, továbbá atyjafiainak: Jakcs Lászlónak és fiainak, Lászlónak, valamint Györgynek adta Léta várát és tartozékait. Ugyanekkor a kormányzó nővére: Dengelengi Pongrácz özvegye is jogot tartott Léta várára. V. László király 1456. április 4-én a várat és tartozékait Hunyadi János nővérének adományozta. 1500. november 26-án II. Ulászló király rendeletére Pongrácz Mátyás özvegyét, Perényi Orsolyát iktatták zálog címén a várba és tartozékaiba, mivel a vár visszaszállt a koronára. Perényi Orsolya halála után, 1501-ben II. Ulászló király Corvin Jánosnak adományozta a várbirtokot. 1524-ben már gyarmati Balassa Ferenc birtoka a létai vár. 1544-ben Izaballa királyné Ártánházi Bornemissza Boldizsárnak adományozza.
1560-ban Balassa Menyhért birtoka, de ő 1561-ben szembeszállt János Zsigmond fejedelemmel, aki így ostrom alá vette a várat. Miután a várőrség fellázadt, a várat feladták, és mikor a fejedelem csapatai a várba bevonultak, a föld alatti kamrákban elrejtett lőpor felrobbant és a vár összeomlott, 50 katona Szilvási János parancsnokkal együtt a romok alatt lelte halálát. 
A várrom a környező birtokkal együtt 1562-ben visszakerült Kolozsvár városához, 1569-ben pedig Ghiczy János kormányzónak adományozták, aki helyreállította a várat. Róla nevezik Géczi-várnak az erősséget.
1589. március 6-án Báthori Zsigmond a birtokot Gyulai Pálnak és nejének, Ghyczy Katának és örököseinek adományozta. 
A jelenleg is romokban heverő vár lerombolásának történetét nem ismerjük. 
Valószínűleg a Rákóczi-szabadságharcot követő szatmári béke után (1711) robbantják fel az ország sok más erősségéhez hasonlóan.
A festői fekvésű várrom az 1970–1980-as években régészeti táborok színhelye volt: a kolozsvári 11-es (később 3-as számú Matematika–Fizika) Líceum diákjai ástak itt Palkó Attila történelemtanár vezetésével. A mai napig közkedvelt kirándulóhely.

## Leírása
A létai vár a kisméretű várak közé tartozott. Szabálytalan négyszög alakú volt, és belső (felső) és külső (alsó) várból állt. A vár nyugati oldalán a legmeredekebb a szikla, amelyre a vár épült, és csak a keleti oldal felől volt megközelíthető. A bejárat is ezen az oldalon volt. A belső vár és annak „öregtornya” a létai vár legrégibb részei, és napjainkban is ezek a legépebben megmaradt részek.
A külső vár megmaradt része egy hatszögű erődtorony és a kelet felé nyúló falrész. A külső vár megépítése tűzfegyverek elterjedésének időpontjára, a 16. századra tehető.
Régészeti ásatások során felszínre kerültek Szent László király arcmásával díszített cserépedény-maradványok, napkoronggal díszített kályhacsempék, 10–11. századi nyílhegyek, kőszerszámdarabok, ezüstgyűrűk stb. Ezek bizonyítják, hogy Léta várának létezése jóval korábbra tehető, mint az első okleveles említése.